# Coquillettomyia kurilensis
Coquillettomyia kurilensis är en tvåvingeart som beskrevs av Boris Mamaev 1998. Coquillettomyia kurilensis ingår i släktet Coquillettomyia och familjen gallmyggor. Inga underarter finns listade i Catalogue of Life.